# Brachyotum sertulatum
Brachyotum sertulatum är en tvåhjärtbladig växtart som beskrevs av C.Ulloa. Brachyotum sertulatum ingår i släktet Brachyotum och familjen Melastomataceae. Inga underarter finns listade i Catalogue of Life.